# 한도 가즈토시
한도 가즈토시(半藤 一利, 1930년(쇼와 5년) 5월 21일~2021년 1월 12일)는 일본의 언론인, 전쟁사 연구자 그리고 작가이다. 일본의 근현대사, 특히 쇼와(昭和) 시대의 역사에 관한 인물론 ・ 사론(史論)을 대담(対談) ・ 좌담(座談)을 포함해 많이 간행하였다. 그의 저서 가운데 《쇼와사》(昭和史)가 2010년 한국에도 번역 출간되었다.

## 내력
한도의 선조는 나가오카 번사로 그는 도쿄부 도쿄시 무코지마구(向島区, 지금의 도쿄도 스미다구)에서 태어났다. 한도의 아버지는 운송업과 구의원을 맡기도 하였다. 인근에 어린 시절의 오 사다하루가 살고 있어 서로 안면이 있는 사이였다. 도쿄부립 제7중학교(東京府立第七中学校)에 입학하였으며, 1945년 3월에 도쿄 대공습 당시 피난 와중에 나카가와(中川)를 표류하며 죽을 뻔하기도 했다. 이바라키현의 현립 시모쓰마 중학교(県立下妻中学校)를 거쳐 아버지의 생가가 있는 니가타현 나가오카시로 소개(疎開)하여 현립 나가오카 중학교(県立長岡中学校) 3년차에 일본은 패전과 함께 종전을 맞이하였다. 한도는 중학교를 졸업한 뒤에 도쿄로 돌아왔다. 우라와 고등학교(浦和高等学校, 구제. 학제개혁으로 1년간 수료)를 거쳐서 도쿄 대학에 진학하였다. 대학에서는 보트부에서 활약하기도 하였다. 도쿄 대학 문학부(文学部) 국문과(国文科)를 졸업하였다.
보트부의 영화 로케에서 알게 된 지기(知己)인 다카미 준(高見順)의 추천으로 1953년 문예춘추신사(文藝春秋新社)에 입사하였다. 같은 시기에 입사한 인물로 다나카 겐고(田中健五)가 있었다. 당시 유행 작가였던 사카구치 안고(坂口安吾)의 원고 담당 기자로 사카구치로부터 '절대란 없는 것'(絶対はないこと)이라는 역사를 추리한다는 발상을 익혔으며, 사카구치의 제자로 들어갔다고 칭하였다. 이어 당시 『연합함대의 최후』(連合艦隊の最後) 등으로 인기를 모으고 있던 군사 부문 기자 이토 마사노리(伊藤正徳)의 담당이 되어 일본 국내의 전쟁 체험자들에 대한 취재에 분주하였으며, 『주간문춘』(週刊文春)에 무명으로 「인물 태평양 전쟁」(人物太平洋戦争)을 연재하였다. 이때에 역사의 당사자는 거짓을 말한다는 것을 배웠으며, 이러한 경험들이 훗날 쇼와 시절의 일본 군부(軍部) 그린 작품을 써내는 토양이 되었다.
회사 내에서 「태평양전쟁을 공부하는 모임」(太平洋戦争を勉強する会)을 주재하고, 전쟁 체험자들로부터 이야기를 듣는 모임을 개최하였다. 여기서부터 생겨난 기획이 『문예춘추』 1963년 8월호에 게재되었던 28인에 의한 좌담회 「일본의 가장 긴 하루」(日本のいちばん長い日)이다. 한도는 좌담회의 사회를 맡았다. 나아가 취재를 통해 1965년에 단행본 『일본의 가장 긴 하루 - 운명의 8월 15일』(日本のいちばん長い日--運命の八月十五日)을 집필하였다. 책을 팔기 위한 상업상의 방침으로 평론가 오오야 소이치(大宅壮一)의 이름을 빌려서 '오오야 소이치 편집'으로 출판되었다. 이 책의 단행본은 20만 부, 가도카와 문고화(角川文庫化)되어 25만 부가 팔려 나갔다. 이밖에도 30대 전반은 편집자 생활을 병행해가면서 태평양전쟁 관계 저작을 몇 권이나 집필하였다.
『만화독본』(漫画読本)의 편집장으로 취임하여 1970년대에 휴간을 맞이한 뒤, 『증간문예춘추』(増刊文藝春秋) 편집장이 되었다. 무크지 「한 눈에 보는 태평양 시리즈」(目で見る太平洋シリーズ), 「일본의 작가 100인」(日本の作家百人), 「일본종신(日本縦断) ・ 만요(万葉)의 성(城)」(日本縦断・万葉の城) 등을 손수 제작하였다. 다음으로 『주간문춘』(週刊文春)의 편집장이 되어 록히드 사건의 취재를 진두지휘하였다. 1977년 4월에 『문예춘추』 편집장 다나카 겐고와 교체되는 형태로 다나카가 『주간문춘』 편집장으로, 한도가 『문예춘추』 편집장으로 취임하였다. 신문광고나 전차의 벽면 광고에서 「편집장이 바뀌었습니다」(編集長が代わりました)라고 한 선전이 먹혀들어 화제를 모았다. 1980년대에는 계간지 『구리마』(くりま)의 창간 편집장이 되었으나, 잡지는 2년 뒤에 제9호로 휴간하였다. 이 편집장 시대 13년은 한도의 본직인 편집에 전념하기 위해 저술 활동은 잠시 그쳐 있었다.
1993년 『소세키 선생, 저기요』(漱石先生ぞな、もし)로 닛타 지로 문학상(新田次郎文学賞)을 수상하였다.
출판 책임자로써 「개정 논픽션」(書き下ろしノンフィクション) 시리즈를 손수 제작하였으며, 1988년에 전3권으로 『「문예춘추」로 보는 쇼와사』(「文芸春秋」にみる昭和史)의 감수를 맡았다. 전무 이사를 맡은 뒤, 1995년 문예춘추를 퇴사하고 본격적으로 작가로 전업하였다. 근대 이후의 일본의 역사를 쇼와 시기를 중심으로 집필하였으며, 스스로를 「역사탐정」(歴史探偵)이라 자칭하였다. 활동의 무대를 텔레비전으로도 넓혔으며, 일본 NHK 역사 다큐멘터리 『그때 역사가 움직였다』(その時歴史が動いた) 등과 역사 관련 방송에도 자주 출연하였다.
1998년 『노몬한의 여름』(ノモンハンの夏)으로 야마모토 시치헤이 상(山本七平賞)을, 2006년 『쇼와사』로 마이니치 출판문화상 특별상(毎日出版文化賞特別賞)을 각각 수상하였다.
2006년 7월 20일에 『니혼게이자이신문』(日本経済新聞)이 「쇼와 천황(昭和天皇) 야스쿠니 신사(靖国神社) A급 전범 합사에 불쾌감」(昭和天皇が靖国神社A級戦犯合祀に不快感)이라고 보도하였는데, 그 원사료가 된 궁내청(宮内庁) 장관을 지낸 도미타 아사히코(富田朝彦)의 일기 메모, 일명 「도미타 메모」(富田メモ)를, 니혼게이자이신문사의 기사화 전에 하타 아사히코(秦郁彦) 등과 함께 감정하고, 이것이 진품이라고 감정하였다.
2009년에는 개정 출판한 『쇼와사 1926-1945』(昭和史 1926-1945), 『쇼와사 전후편 1945-1989』(昭和史 戦後篇 1945-1989)이 단행본으로 45만 부, 헤이본샤(平凡社) 라이브러리로는 23만 부가 팔렸다. 본서는 2010년에 한국어로도 번역 출간된다.
2015년 제63회 기쿠치 간상(菊池寛賞)을 수상하였다.
2021년 1월 12일 오후, 도쿄 도(東京都) 세타가야 구(世田谷区)의 자택에서 쓰러진 채로 발견되었으며, 그의 사망이 확인되었다. 사인은 노쇠였다. 향년 90세.

## 인물
문예춘추사 내에서 『제군!』(諸君!)을 창간하여 매파 스캔들 노선(タカ派 スキャンダル路線)으로 불리던 다나카 겐고와는 거리를 유지하고 있었다. 원자력발전소에 대해서는 인간이 감당할 수 없는 위험한 것이라고 하여 우려해 왔다. 태평양 전쟁(제2차 세계대전) 당시의 일본 군부(특히 일본 육군) 및 야스쿠니 신사(靖国神社)에 있어 A급 전범들에 대한 합사에 대해 매우 비판하였다. 쇼와 천황에 대해서는 당시의 군부에 있어서 군부의 폭주를 눌러서 말리려 한 것에 대해 긍정적으로 평가하면서도 쇼와 천황의 전쟁 책임에 대해서도 부정하지 않았다.
호헌파(護憲派)로써의 활동에도 적극적이었으며, 일본의 전쟁 포기를 명시한 일본 헌법 9조(일명 '평화헌법)에 대하여 「헌법 9조를 지키는 것이 아니라 키워야 한다」(憲法9条を守るのではなく育てる)라는 것이 그의 지론이었다.
당시 문예춘추사 사내에서는 쇼와사와 태평양전쟁을 공부하는 사람들은 드물어서, 한도를 두고 「너는 한도(半藤)가 아니라 반동(反動)이다」(お前は『半藤』ではなく『反動』だ)라는 소리도 있었다고 한다. 자신은 그 말을 「역사에 역행한다」(歴史に逆行する), 「앞뒤 꽉 막힌 반근대주의자」(分からず屋の反近代主義者)라는 의미의 비판으로 인식하였으며, 자신이 일본의 태평양 전쟁에 대해 너무 잘 알고 있었기 때문에 위험한 사람으로 보였다고 말하고 있다.
작가 시바 료타로(司馬遼太郎)와는 한도가 『문예춘추』의 편집자 시대 때부터 친분이 깊었으며, 시바 료타로가 사망한 뒤 관련 논고 ・ 저서를 발표하기도 하였다. 또한 한도는 시바가 쓰려고 했으나 쓰지 못했던 노몬한 전투를 다룬 『노몬한의 여름』(ノモンハンの夏)을 집필하였다. 역시 오래 알고 지낸 사이인 하타 아사히코(秦郁彦)나 호사카 마사야스(保阪正康)와의 공저도 많았다.
일본의 근대사의 역사관에 있어서 한도는 「40년 사관」(40年史観)이라는 것을 제창하였다. 이 주장은 메이지(明治) 이후의 일본은 40년을 주기로 흥망을 거듭하였으며, 메이지 신정부 수립으로부터 40년 뒤에 러일전쟁으로 군사대국화되었고, 그 40년 뒤인 제2차 세계 대전에서 대패하고 나아가 40년 뒤에는 버블 경제로 일본의 경제가 정점을 향하였으나 버블이 붕괴 후 40년 후에는 다시 몰락할 것이라는 예측이다. 그러한 이유로써 전쟁의 비참함을 겪은 해당 세대가 교체되기까지는 40년이 걸린다는 것을 들고 있다.
《문예춘추》 비주얼판 「B급 미식가」(B級グルメ) 시리즈에서도 기사를 집필하고 있었다.

## 수상 이력
- 1993년 - 제12회 닛타 지로 문학상(『소세키 선생, 저기요』)[15]
- 1998년 - 제7회 야마모토 시치헤이 상(『노몬한의 여름』)[16]
- 2006년 - 제60회 마이니치 출판문화상 특별상(『쇼와사』)[17]
- 2015년 - 제63회 기쿠치 간상[18]

## 저작

### 단행본
- 『日本のいちばん長い日--運命の八月十五日』(당초 명의는 오야케 소이치 편집, 문예춘추신사, 1965년/角川文庫, 1980년)
  - 『決定版　日本のいちばん長い日』(문예춘추, 1995년/文春文庫, 2006년)
- 『人物・太平洋海戦』(オリオン出版社, 1969년)
- 『魚雷戦第二水雷戦隊』(R出版, 1970년/改題「ルンガ沖魚雷戦」 朝日ソノラマ［航空戦史文庫］, 1984년)
  - 改題『ルンガ沖夜戦』(PHP研究所, 2000년/PHP文庫, 2003년)
- 『日本海軍を動かした人びと--勝海舟から山本五十六まで』(力富書房［リキトミブックス］, 1983년)
  - 改題 『日本海軍の栄光と挫折--列伝で読む組織の盛衰』(PHP研究所, 1994년)
  - 改訂・改題 『日本海軍の興亡』 (PHP文庫, 1999년/PHP研究所, 2008년)
- 『聖断--天皇と鈴木貫太郎』(문예춘추, 1985년/文春文庫, 1988년/PHP研究所, 2003년/PHP文庫, 2006년)
- 『山本五十六の無念』(恒文社, 1986년)
  - 増訂版 『山本五十六』(平凡社, 2007년/平凡社ライブラリー, 2011년)
- 『昭和史の転回点』(図書出版社, 1987년/改題「ドキュメント太平洋戦争への道」  PHP文庫, 1999년)
- 『コンビの研究--昭和史のなかの指揮官と参謀』(문예춘추, 1988년)
  - 改題 『指揮官と参謀　コンビの研究』(文春文庫, 1992년)
- 『日本参謀論』(図書出版社, 1989년)
- 『山縣有朋』(PHP研究所「幕末・維新の群像 第9巻」, 1990년/PHP文庫, 1996년/ちくま文庫,　2009년)
- 『大相撲こてんごてん』(ベースボール・マガジン社, 1991년/文春文庫, 1994년)
  - 改題 『大相撲人間おもしろ画鑑』 (小学館文庫,　2008년)
- 『歴史探偵　昭和史をゆく』(PHP研究所, 1992년/PHP文庫, 1995년)
- 『漱石先生ぞな、もし』(문예춘추, 1992년/文春文庫, 1996년)
- 『続 漱石先生ぞな、もし』(문예춘추, 1993년/文春文庫, 1996년)
- 『列伝・太平洋戦争』(上・下、PHP文庫,  1995년)
  - 『完本 列伝・太平洋戦争--戦場を駆けた男たちのドラマ』(PHP研究所, 2000년)
- 『戦士の遺書--太平洋戦争に散った勇者たちの叫び』(文春ネスコ, 1995년/文春文庫, 1997년)
- 『戦う石橋湛山--昭和史に異彩を放つ屈伏なき言論』(東洋経済新報社, 1995年、新装版2001年、2008년/中公文庫, 1999년)
- 『荷風さんと「昭和」を歩く』(プレジデント社, 1995년/「永井荷風の昭和」 文春文庫, 2000년/「荷風さんの昭和」 ちくま文庫, 2012년)
- 『歴史探偵の愉しみ』(PHP研究所, 1996년/「歴史探偵 近代史をゆく」 PHP文庫, 2013년)
- 『歴史探偵かんじん帳』(毎日新聞社, 1996년)
- 『漱石先生大いに笑う』(講談社, 1996년/ちくま文庫, 2000년)
- 『漱石先生がやって来た』(日本放送出版協会, 1996년/学陽書房［人物文庫］, 2000년)ちくま文庫、2017
- 『漱石俳句を愉しむ』(PHP研究所［PHP新書］, 1997년)
- 『幕末辰五郎伝』(日本放送出版協会, 1997년/ちくま文庫, 2001년)
- 『ノモンハンの夏』(문예춘추, 1998년/文春文庫, 2001년)
- 『漱石俳句探偵帖』 (角川選書, 1999년/文春文庫, 2011년)『漱石先生、探偵ぞなもし』PHP文庫、2016
- 『レイテ沖海戦』(PHP研究所, 1999년/文春文庫, 2001년)
- 『소련이 만주에 침공한 여름』(ソ連が満洲に侵攻した夏, 문예춘추, 1999년/文春文庫, 2002년)
- 『一茶俳句と遊ぶ』(PHP研究所［PHP新書］, 1999년)
- 『徹底分析 川中島合戦』(PHP研究所, 2000년/PHP文庫, 2002년)
- 『手紙のなかの日本人』(文春新書, 2000년)
- 『歴史をあるく、文学をゆく』(平凡社, 2001년/文春文庫, 2004년)
- 『「真珠湾」の日』(문예춘추, 2001년/文春文庫, 2003년)
- 『清張さんと司馬さん--昭和の巨人を語る』(日本放送出版協会, 2001년/文春文庫, 2005년)
- 『風の名前　風の四季』(平凡社新書, 2001년)
- 『この国のことば』(平凡社, 2002년)
- 『遠い島ガダルカナル』(PHP研究所, 2003년/PHP文庫, 2005년)
- 『漱石先生お久しぶりです』(平凡社, 2003년/文春文庫, 2007년)
- 『日本国憲法の二〇〇日』(プレジデント社, 2003년/文春文庫, 2008년)
- 『それからの海舟』(筑摩書房, 2003년/ちくま文庫,　2008년)
- ●『昭和史 1926-1945』(平凡社, 2004년/平凡社ライブラリー, 2009년)
- 『恋の手紙 愛の手紙』(文春新書, 2006년)
- 『昭和天皇ご自身による「天皇論」』(五月書房, 2006년/講談社文庫, 2007년)
- ●『昭和史 戦後編　1945-1989』(平凡社, 2006년/平凡社ライブラリー, 2009년)
- 『荷風さんの戦後』(筑摩書房, 2006년/ちくま文庫, 2009년)
- 『其角俳句と江戸の春』(平凡社, 2006년) 『其角と楽しむ江戸俳句』平凡社ライブラリー、2017
- 『昭和史探索　1926-46』(全6巻、ちくま文庫, 2006-07년)
- 『昭和史残日録　1926-45』(ちくま文庫, 2007년)
- 『昭和史残日録　戦後篇』 (ちくま文庫, 2007년)
- ●『幕末史』(新潮社,　2008년/新潮文庫, 2012년)
- 『坂口安吾と太平洋戦争』(PHP研究所, 2009년/「安吾さんの太平洋戦争」 PHP文庫, 2013년)
- 『隅田川の向う側　私の昭和史』(創元社, 2009년/ちくま文庫, 2013년)
- 『昭和・戦争・失敗の本質』 (新講社, 2009년)。「昭和と日本人　失敗の本質」 (同選書版, 2011년)中経の文庫、2015
- 『15歳の東京大空襲』ちくまプリマー新書 2010년)
- 『漱石・明治・日本の青春』(新講社, 2010년)。(同選書判, 2011년)
- 『ぶらり日本史散策』(문예춘추, 2010년/文春文庫, 2012년)
- 『名言で楽しむ日本史』(平凡社ライブラリー, 2010년)
- 『世界はまわり舞台』(創元社, 2010년)
- 『あの戦争と日本人』(문예춘추, 2011년/文春文庫, 2013년)
- 『墨子よみがえる』(平凡社新書, 2011년)
- 『聯合艦隊司令長官 山本五十六』(문예춘추, 2011년/文春文庫, 2014년)
- ●『日露戦争史』全3巻(平凡社, 2012-14년)平凡社ライブラリー、2016
- 『若い読者のための日本近代史 私が読んできた本』(PHP文庫, 2014년)
- 『昭和史をどう生きたか 半藤一利対談』(東京書籍, 2014년)
- 『「昭和天皇実録」にみる開戦と終戦』岩波ブックレット、2015
- 『老骨の悠々閑々』ポプラ社 2015
- 『もう一つの「幕末史」』三笠書房 2015
- 『「昭和史」を歩きながら考える』PHP文庫 2015
- 『万葉集と日本の夜明け』PHP文庫 2016
- 『マッカーサーと日本占領』PHP研究所 2016
- ●『B面昭和史 1926-1945』平凡社 2016
- 『文士の遺言 なつかしき作家たちと昭和史』講談社 2017
- 『歴史に「何を」学ぶのか』ちくまプリマー新書 2017
- ●『語り継ぐこの国のかたち』大和書房 2018
- ●『半藤一利 橋をつくる人 のこす言葉』平凡社 2019

### 공저 ・ 원작
- (吉田俊雄) 『全軍突撃-レイテ沖海戦』(オリオン出版社, 1970년)
  - 改題『レイテ沖海戦』(上・下、朝日ソノラマ〈航空戦史文庫〉, 1984년)
- (戦史研究会編)『原爆の落ちた日』(文藝春秋, 1972年／改題「原爆投下前夜」 角川文庫,　1985년)
  - (湯川豊) 改題『原爆が落とされた日』(PHP文庫, 1994년)改題『原爆の落ちた日』2015
- (荒川博・イラスト谷井建三)『風・船のじてん』(蒼洋社, 1987년)
- (江坂彰) 『撤退戦の研究--日本人は、なぜ同じ失敗を繰り返すのか』(光文社, 2000年／光文社知恵の森文庫, 2006년)『撤退戦の研究』青春新書インテリジェンス、2015
- (秦郁彦 ・ 横山恵一) 『太平洋戦争-日本海軍戦場の教訓』(PHP研究所, 2001年／PHP文庫, 2003년)
- (戸高一成) 『日本海海戦かく勝てり』(PHP研究所, 2004年、PHP文庫, 2012년)
- (吉岡忍 등)『司馬遼太郎がゆく「知の巨人」が示した「良き日本」への道標』(プレジデント社, 2001년)
- (荒川博)『風の名前 風の四季』(平凡社新書,　2001년)
- (阿川弘之) 『日本海軍、錨揚ゲ!』(PHP研究所, 2003年／PHP文庫, 2005년)
- (秦郁彦・横山恵一・戸高一成)『歴代海軍大将全覧』(中公新書ラクレ, 2005년)
- (保阪正康 ・ 松本健一 ・ 原武史 ・ 冨森叡児) 『昭和-戦争と天皇と三島由紀夫』(朝日新聞社, 2005年／朝日文庫,　2008년)
- (井筒和幸 ・ 井上ひさし ・ 香山リカ ・ 姜尚中 ・ 木村裕一 ・ 黒柳徹子 ・ 猿谷要 ・ 品川正治 ・ 辛酸なめ子 ・ 田島征三 ・ 中村哲 ・ ピーコ ・ 松本侑子 ・ 美輪明宏 ・ 森永卓郎 ・ 吉永小百合 ・ 渡辺えり子) 『憲法を変えて戦争へ行こう という世の中にしないための18人の発言』(岩波書店［岩波ブックレット］,2005년) 、ISBN 4000093576
- (保阪正康・中西輝政・戸高一成・福田和也 ・ 加藤陽子) 『あの戦争になぜ負けたのか』(文春新書, 2006년)
- (童門冬二 ・ 松岡正剛ほか)『勝者の決断-指揮官と参謀の戦略思考』(ダイヤモンド社, 2006년)
- (戸高一成)『愛国者の条件』(ダイヤモンド社, 2006年／「日本人と愛国心　昭和史が語るもの」 PHP文庫, 2014년)
- (山根基世ほか)『いま、子どもが危ない！-子どもを救う「言葉の力」』(五月書房,2007년)
- (平間洋一 ・ 戸部良一ほか)『昭和陸海軍の失敗-彼らはなぜ国家を破滅の淵に追いやったのか』(文春新書,2007년)
- (御厨貴 ・ 原武史) 『卜部日記 ・ 富田メモで読む人間・昭和天皇』(朝日新聞出版,2008년)
- (保阪正康)『昭和の名将と愚将』(文春新書,2008년)
- (保阪正康)『「昭和」を点検する』(講談社現代新書,2008년)
- 絵本『焼けあとのちかい』(大月書店,2019) 그림 ・ 쓰카모토 야스시(塚本やすし)
- (秦郁彦・前間孝則)『零戦と戦艦大和』(文春新書,2008년)
- (藤原正彦 등)『父が子に教える昭和史―あの戦争36のなぜ？』(文春新書, 2009년)
- (鴨下信一 ・ 磯田道史) 『司馬遼太郎 リーダーの条件』(文春新書, 2009년)
- (安野光雅) 『三国志談義』(平凡社, 2009년)文春文庫、2015
- (横山恵一・秦郁彦・原剛) 『歴代陸軍大将全覧 明治編』(中公新書ラクレ, 2009년)
- (横山恵一・秦郁彦・原剛)『歴代陸軍大将全覧 大正編』(中公新書ラクレ, 2009년)
- (横山恵一・秦郁彦・原剛)『歴代陸軍大将全覧 昭和篇 太平洋戦争期』(中公新書ラクレ, 2010년)
- (横山恵一・秦郁彦・原剛)『歴代陸軍大将全覧 昭和篇 満州事変・支那事変期』(中公新書ラクレ, 2010년)
- (保阪正康・竹内修司)『占領下日本』(筑摩書房,2009年／ちくま文庫(上下),　2012년)
- (保阪正康・井上亮)『「東京裁判」を読む』(日本経済新聞出版社, 2009年／日経ビジネス人文庫, 2012년)
- (秦郁彦・保阪正康・井上亮)『「BC級裁判」を読む』(日本経済新聞出版社, 2010년) 日経ビジネス人文庫、2015
- 『いま戦争と平和を語る』井上亮編(日本経済新聞出版社, 2010년) 日経ビジネス人文庫、2016
- (保阪正康)『「戦後」を点検する 』(講談社現代新書, 2010년)
- (安野光雅・中村愿)『『史記』と日本人』(平凡社, 2011년)
- (金子兜太) 『今、日本人に知ってもらいたいこと』(ベストセラーズ,　2011년)
- (加藤陽子) 『昭和史裁判』(文藝春秋,　2011年／文春文庫, 2014년) ISBN 978-4-16-790038-0
- (秦郁彦・原剛・松本健一・戸高一成) 『徹底検証 日清・日露戦争』(文春新書, 2011년)
- (秦郁彦・戸高一成)『連合艦隊・戦艦12隻を探偵する』(PHP研究所,　2011년)
- (澤地久枝・戸高一成)『日本海軍はなぜ過ったか 海軍反省会四〇〇時間の証言より』(岩波書店, 2011년) 岩波現代文庫、2015
- (保阪正康・立花隆・田城明)『体験から歴史へ 〈昭和〉の教訓を未来への指針に』(講談社,　2013년)
- (竹内修司・保阪正康。松本健一)『戦後日本の「独立」』(筑摩書房,　2013년)
- (宮崎駿) 『腰ぬけ愛国談義』(文藝春秋〈文春ジブリ文庫〉,　2013년)
- (保阪正康)『そして、メディアは日本を戦争に導いた』(東洋経済新報社,　2013년) 文春文庫、2016
- (保阪正康)『総点検・日本海軍と昭和史』(毎日新聞社, 2014년)
- (磯田道史)『勝ち上がりの条件 軍師・参謀の作法』ポプラ新書 2014년)
- 『日中韓を振り回すナショナリズムの正体』保阪正康 공저(東洋経済新報社 2014　『ナショナリズムの正体』 文春文庫、2017
- 『賊軍の昭和史』保阪正康 공저 東洋経済新報社 2015
- 『「昭和天皇実録」の謎を解く』保阪正康, 御厨貴, 磯田道史 공저 文春新書 2015
- 『昭和史の10大事件』 미야베 미유키(宮部みゆき) 공저 東京書籍 2015
- 『世界史としての日本史』出口治明 공저 小学館新書 2016
- 『21世紀の戦争論 昭和史から考える』佐藤優 (作家)|佐藤優 공저 文春新書　2016
- (能條純一) 「昭和天皇物語」(『昭和史』를 토대로 그린 만화로 『ビッグコミックオリジナル』 2017년 9호부터 연재중)
- 『昭和の男』阿川佐和子 공저 東京書籍 2017
- 『仁義なき幕末維新 われら賊軍の子孫』菅原文太 공저 文春文庫 2017
- ●『明治維新とは何だったのか 世界史から考える』出口治明 공저 祥伝社 2018
- ●『平成と天皇』保坂正康・井上亨 공저 大和書房 2019
- 『令和を生きる 平成の失敗を超えて』池上彰 공저 幻冬舎文庫 2019

### 편저
- 『太平洋戦争 日本軍艦戦記』(文春文庫ビジュアル版, 1985년／文春文庫plus, 2005년)
- 『昭和史の家』(写真 垂見健吾 、文藝春秋,　1989년)－해설 담당
- 『夏目漱石青春の旅』(文春文庫ビジュアル版, 1994년)
- 『「昭和」を振り回した男たち』(東洋経済新報社 , 1996년)
- 『昭和を振り回した6人の男たち』に改題　(小学館文庫, 2003년)
- 『日本史が楽しい--歴史探偵団がゆく』(文藝春秋, 1997년／文春文庫, 2000년)－座談集
- 『昭和史が面白い-- 歴史探偵団がゆく』(文藝春秋, 1997년／文春文庫, 2000년)－座談集
- 大宅壮一 『昭和の企業』(編・解説、ちくま文庫, 2000년)
- 『21世紀への伝言--名言にみる「日本と世界」の100年』(文藝春秋, 2000년)
- 『栗林忠道 　硫黄島からの手紙』(文藝春秋,　2006年／文春文庫,　2009년)
- 『私の昭和の戦争』(アスコム,　2007년)
- 『敗戦国ニッポンの記録 - 米国国立公文書館 所蔵写真集』(上・下、アーカイブス出版,　2007년)
- 『일본의 가장 길었던 여름 』(日本のいちばん長い夏, 文春新書,　2007년) - 대담의 사회자
- 『知識ゼロからの太平洋戦争入門』(幻冬舎, 2009년)、감수
- 『日本史はこんなに面白い』(文藝春秋,　2008年／文春文庫,　2010년) - 대담집
- 『日米開戦と真珠湾攻撃秘話』(秦郁彦・横山恵一共編／中公文庫,　2013년)
- 『十二月八日と八月十五日』文春文庫 2015
- 『なぜ必敗の戦争を始めたのかー陸軍エリート将校反省会議』(解説）文春新書 2019

### 음성
- 『完全版昭和史』（日本音声保存　CD6枚組＋テキスト、2005年）
- 『完全版昭和史　戦後篇』（日本音声保存　CD6枚組＋テキスト、2006年）
- 『半藤一利「完全版昭和史」』（日本音声保存　CD15枚組、2009年）
- 『半藤一利「完全版幕末史」』（日本音声保存　CD15枚組、2010年）

### 한국어로 번역된 저서
- 《일본의 가장 긴 하루》 - 1999년 한국의 도서출판 가람기획에서 번역. 옮긴이는 이정현이다.
- 『쇼와사 1926-1945』, 『쇼와사 전후편 1945-1989』 - 2010년 한국의 루비박스에서 《쇼와사:일본이 말하는 일본제국사》(전2권)라는 제목으로 번역 출간되었다. 옮긴이는 박현미.

## 출연
- 그때 역사가 움직였다(その時歴史が動いた, NHK 총합편)
- 半藤一利が語る「昭和史」（ヒストリーチャンネル、全4回）[19]
- 半藤一利が語る「幕末史」（ヒストリーチャンネル、全4回）[20]
- 일본의 가장 길었던 여름(日本のいちばん長い夏)[6]
- SWITCHインタビュー 達人達「宮崎駿×半藤一利」（NHK教育テレビジョン、2013年8月3日）[21]

### 내용주
1. ↑  일본어로 한도(半藤)와 반동(反動)은 서로 발음이 비슷하다.